# Noakhali
Noakhali – miasto w południowo-wschodnim Bangladeszu, w prowincji Ćottogram. Według danych szacunkowych na rok 2007 liczy 124 113 mieszkańców. Ośrodek przemysłowy.